# Fazerdaze
Fazerdaze — музыкальный коллектив из Новой Зеландии, играющий музыку в стиле инди. Основан Амелией Мюррей (Fazerdaze — её прозвище), которая является вокалисткой, автором песен и гитаристкой группы (мультиинструменталист). Группой выпущен один полноценный альбом и два EP.

## История
Амелия родилась в 1993 году в столице Новой Зеландии — Веллингтоне. Мать — индонезийка и мусульманка, отец — христианин и европеец (разошлись, когда ей было 14 лет), есть сестра и брат. Сама Амелия считает себя агностиком. С детства была интровертом и сторонником DIY. Амелия посещала колледж Onslow, училась играть на фортепиано (по её словам — неудачно). В 14 лет открыла для себя гитару. Любила The Beatles, The Rolling Stones, Led Zeppelin, Боба Дилана, нередко слушала музыку в библиотеке. В 16 лет Амелия написала свою первую песню. Музыка помогала ей в эмоциональном и психологическом плане — в школьное время у неё было мало друзей, а семья испытывала проблемы. Также Амелия играла в большой теннис и даже планировала карьеру в этом виде спорта, однако в дальнейшем решила заниматься музыкой.
После окончания школы Амелия училась на бакалавра музыки в Веллингтоне, а также работала помощником редактора в журнале NZ Musician. Позже работала в музыкальном магазине Flying Out в Окленде. В 20 лет начала писать песни и придумала название для своей группы. Все свои песни Амелия сочиняла и записывала сама (за исключением нескольких). В дальнейшем с записью ей помогал её бойфренд (по совместительству — барабанщик) Гэррет Томас. Из групп, повлиявших на её музыку, Амелия называла Mazzy Star и Tame Impala.
Поначалу Амелия выступала самостоятельно, при поддержке Гэррета Томаса (бас) и Андрия Холмса (барабаны). Однако после первых выступлений она решила взять своих друзей Эллиота Фрэнсиса (барабаны), Бенджамина Локка (бас-гитара) и Марка Перкинса (гитара, синтезатор) в постоянный состав.
Первый EP (Fazerdaze) выпущен в октябре 2014 года. Он был записан в спальне дома Амелии в Окленде. При помощи друга-мультиинструменталиста Джонатана Пирса, используя электрогитару и педали эффектов удалось достичь дрим-поп звучания, в дальнейшем ставшего характерным для многих песен группы. Поскольку группа была малоизвестна, про альбом узнали не многие, однако существующие оценки были положительны.

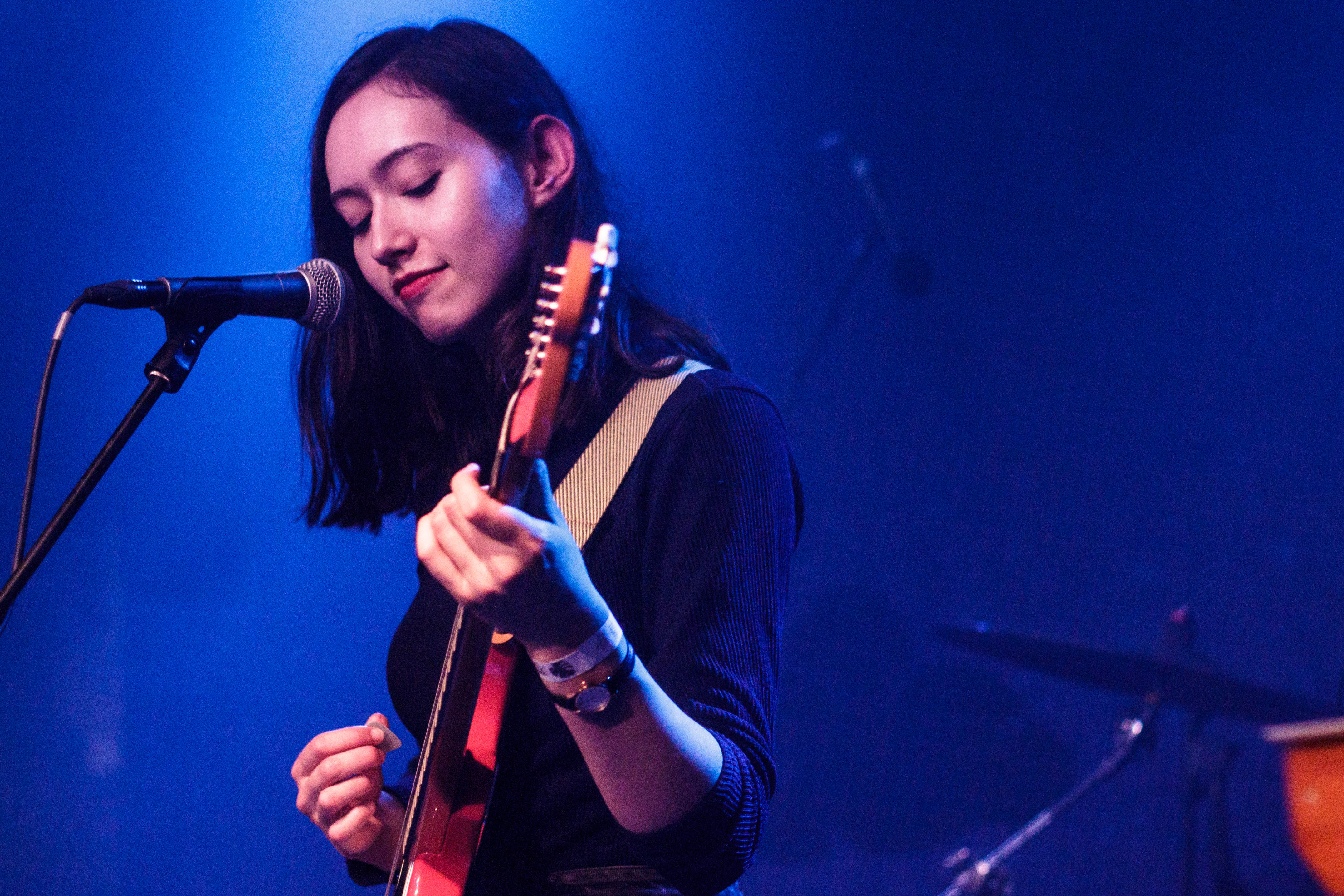
Fazerdaze на фестивале Way Back When

В 2015 году Fazerdaze перешли на новый уровень, став победителями наиболее престижной новозеландской премии — APRA Silver Scroll, а также Taite Music Prize в 2018. Группа стала чаще гастролировать, поддерживая международные фестивали, такие как Unknown Mortal Orchestra, Luna и Milky Chance. В 2019 году группа выступала на фестивале Коачелла и других ведущих фестивалях США, Австралии, Великобритании и т. д.. Клип на сингл «Lucky Girl» по состоянию на начало 2020 года набрал почти 12 млн просмотров на платформе YouTube.
В 2017 году был записан первый альбом группы — Morningside, получивший положительные отзывы музыкальных критиков, в том числе от New Musical Express. Запись пластинки проходила в доме Амелии с использованием лишь микрофона, гитары, MIDI-синтезатора и ноутбука.
В конце 2019 года вышел сингл «Window Eyes» группы Eyedress при участии Fazerdaze. В октябре 2020 вышел сингл «Wake Up» Гэррета Томаса, а в феврале 2021 — сингл «Beside Yourself» группы The Phoenix Foundation вместе с Fazerdaze. В 2020 появились слухи о новом альбоме, которые, однако, не оправдались.
В августе 2022 года был анонсирован EP под названием «Break!». Перед этим было выпущено два сингла (на один из них снят клип) и короткий фильм, посвящённый пяти годам после выхода альбома.

## Музыкальный стиль
Многие критики не причисляют группу к одному конкретному жанру, отмечая разносторонность их звучания. Бо́льшая доля обозревателей наиболее подходящим для описания музыки Fazerdaze стилем называет инди-поп, инди-рок, чаще просто инди. Также значительная часть указывает на близость стиля группы к дрим-попу или причисляет её к этому направлению, а также к шугейзингу. Часть критиков склонна считать, что в некоторых песнях прослеживаются гранж, альтернатива, Lo-Fi и психоделия. Во многих отзывах группу называют bedroom pop-коллективом.

## Дискография
Студийные альбомы
- Morningside (2017, записан под лейблом Flying Nun[38]; в Германии — под лейблом Grönland Records[39])

EP
- Fazerdaze[38] (2014, записан в домашней студии)
- Break! (2022)

Синглы
- «Little Uneasy»[38] (2015, записан в домашней студии)
- «Lucky Girl»[38] (2017, записан в домашней студии)
- «Take It Slow»[38] (2017, записан в домашней студии)
- «Come Apart» (2022)
- «Break!» (2022)
- «Flood into» (2023)
- «Bigger» (2023)
- «Cherry Pie» (2024)
- «A Thousand Years» (2024)

Коллаборации
- Eyedress ft. Fazerdaze - «Window Eyes» (2018)
- Sparrows ft. Fazerdaze - «Gold in the Tide» (2019)
- The Phoenix Foundation - «Beside Yourself (with Fazerdaze)» (2021)
- Voom ft. Fazerdaze - «Magic» (2022)